# Dat is het leven
Dat is het leven is een lied van de Nederlandse zangeres Luna. Het was haar debuutsingle die mede door TikTok viraal ging en zorgde voor de doorbraak van de zangeres. Het nummer betreft een hertaalde cover van de single Birds of a Feather van Billie Eilish.

## Achtergrond
Luna deelde het nummer voor het eerst op het platform TikTok. Al snel ging het nummer viraal en werd het een groot streamingssucces. Het werd miljoenen keren bekeken en kreeg duizenden likes. Door Qmusic werd Dat is het leven verkozen tot alarmschijf. Samen met Julian Vahle nam Luna een nieuwe versie van het nummer op. Twee weken later werd het nummer eveneens verkozen tot NPO Radio 2 TopSong. Voor Luna betekende dit haar doorbraak waardoor ze haar stage en bijbaan moest stopzetten. Op 1 december 2024 ontving Dat is het leven een gouden status.
Het nummer gaat over de onvoorwaardelijke liefde tussen jou en je familieleden. Voor Billie Eilish was dit de band tussen haar en haar broer en voor Luna ook over de band met haar familieleden. Daarnaast kreeg Luna veel verzoeken in haar mailbox van mensen die graag wilden dat ze het nummer op begrafenissen komt spelen.

## Hitnoteringen
Op 21 september 2024 wist Dat is het leven in de Nederlandse Top 40 op de 25ste plaats binnen te komen in de Top 40. In de vijfde week wist het nummer de top 10 binnen te dringen en daarmee was het de eerste top tien notering van Luna. Uiteindelijk stond het nummer tien weken in de Top 40. In de Nederlandse Single Top 100 wist het nummer eveneens de tiende plaats te behalen. Dat is het leven wist in de Vlaamse Ultratop 50 de zevende plaats te behalen.